# Jeong Woo-seong
Dans ce nom coréen, le nom de famille, Jeong, précède le nom personnel.
Jeong Woo-seong (hangeul : 정우성) est un acteur sud-coréen né le 20 mars 1973 à Séoul. Il commence sa carrière en 1994.

## Filmographie

### Films
- 1994 : The Fox With Nine Tails (Gumiho) de Hun-Sun Park
- 1996 : Shanghai Grand (San seung hoi taan) de Man Kit Poon
- 1996 : Born to Kill de Hyeon-su Jang
- 1996 : Motel Cactus (Motel Seoninjang) de Ki-Yong Park
- 1997 : Beat de Sung-su Kim
- 1999 : City of the Rising Sun (Taeyangeun eobda) de Sung-su Kim
- 1999 : Phantom: The Submarine (Yuryeong) de Byung-chun Min
- 1999 : Love de Jang Soo Lee
- 2001 : Musa, la princesse du désert de Sung-su Kim
- 2003 : Mutt Boy (Ddong gae) de Kyung-Taek Kwak
- 2004 : A Moment to Remember (Nae meorisokui jiwoogae) de John H. Lee
- 2005 : Sad Movie de Jong-kwan Kwon
- 2006 : Daisy de Wai Keung Lau
- 2006 : The Restless (Jungcheon) de Dong-oh Cho
- 2008 : Le Bon, la Brute et le Cinglé de Kim Jee-woon : Le Bon
- 2014 : The Divine Move
- 2017 : Steel Rain de Yang Woo-seok : Eom Cheol-woo
- 2018 : Illang : La Brigade des loups (인랑) de Kim Jee-woon : Jang Jin-tae
- 2019 : Innocent Witness (증인) de Lee Han : Soon-ho
- 2020 : Lucky Strike
- 2020 : Steel Rain 2: Summit
- 2022 : Hunt de Lee Jung-jae : Kim Jeong-do
- 2023 : Ça tourne à Séoul ! (Geomijip, 거미집) de Kim Jee-woon
- 2024 : Harbin (하얼빈) de Woo Min-ho : Kim Doo-seong

### Série télévisée
- 2009 : série TV en cours de tournage entre Tokyo et Séoul par la Fox, rôle principal (ryo saeba): City Hunter : Saison 1 de 13 épisodes.[réf. nécessaire]

## Distinction

### Récompenses
- Asian Film Awards 2009 : Meilleur acteur dans un second rôle pour Le Bon, la Brute et le Cinglé